# Glycyphana quadriguttata
Glycyphana quadriguttata es una especie de escarabajo del género Glycyphana, familia Scarabaeidae. Fue descrita científicamente por Snellen Van Vollenhoven en 1864.
Se distribuye por Indonesia (isla Halmahera, Dolik). Mide 14,8-16,9 milímetros de longitud.